# Thale Rushfeldt Deila
Thale Rushfeldt Deila (Porsgrunn, 15 de janeiro de 2000) é uma jogadora de handebol norueguesa.

## Carreira
Rushfeldt Deila jogou futebol quando jovem pelo Sparta/Bragerøen e Stoppen, e handebol pelo Reistad. Em 8 de fevereiro de 2017, ela fez sua estreia na série de elite pela Glassverket durante a Grundigliga 2016/17. Em 2018, Rushfeldt contratou Deila para Fredrikstad, onde jogou três temporadas antes de anunciar uma transferência para o Molde em 2021.
Rushfeldt Deila foi selecionado para o elenco de 19 jogadores de Thorir Hergeirsson antes do Campeonato Europeu de Handebol de 2022. Nos Jogos Olímpicos de Verão de 2024, em Paris, conquistou a medalha de ouro no torneio feminino do handebol, após vencer na final confronto contra a equipe francesa por 29–21.